# Alex Parks
Alexandra Rebecca Parks (Mount Hawke, 26 luglio 1984) è una cantautrice britannica.

## Biografia
Dopo essere stata incitata da suo padre a prendere parte alle audizioni della seconda edizione del talent show Fame Academy, la diciottenne Alex Parks è riuscita a vincere il programma, battendo Alistair Griffin.
Il suo primo singolo Maybe That's What It Takes è stato pubblicato il 17 novembre 2003 ed ha raggiunto la 3ª posizione nella Official Singles Chart e la 26ª nella classifica irlandese. Il suo album di debutto Introduction è uscito nel medesimo mese ed è arrivato in 5ª posizione nel Regno Unito e in 54ª posizione in Irlanda. È stato certificato disco di platino in madrepatria. Il singolo Cry si è invece posizionato in 13ª posizione nel Regno Unito e 32ª in Irlanda. Il secondo album Honesty è stato pubblicato nell'ottobre 2005 ed ha esordito in 24ª posizione nella classifica britannica. Dopo essere stata licenziata dalla Polydor Records, la cantante si è dichiarata delusa dalla poca promozione che la sua musica stava ricevendo, e nel 2006 ha abbandonato definitivamente l'industria musicale.

## Discografia

### Album in studio
- 2003 – Introduction
- 2005 - Honesty

### Singoli
- 2003 – Maybe That's What It Takes
- 2004 – Cry
- 2005 – Looking for Water
- 2006 – Honesty